# Verenigd Koninkrijk op het Eurovisiesongfestival 2013
Het Verenigd Koninkrijk nam deel aan het Eurovisiesongfestival 2013 in Malmö, Zweden. Het was de 55ste deelname van het land op het Eurovisiesongfestival. De BBC was verantwoordelijk voor de Britse bijdrage voor de editie van 2013.

## Selectieprocedure
Aanvankelijk werd Sophie Ellis-Bextor benaderd door de BBC om namens het Verenigd Koninkrijk deel te nemen, maar zij wees het aanbod af. Begin maart maakte de BBC bekend op 14 maart de Britse act te zullen presenteren, maar uiteindelijk werd reeds een week eerder duidelijk wie namens het Verenigd Koninkrijk naar Malmö zou trekken. Het bleek om de wereldberoemde Bonnie Tyler te gaan. In Zweden vertolkte ze het nummer Believe in me.

## In Malmö
Als lid van de vijf grote Eurovisielanden mocht het Verenigd Koninkrijk rechtstreeks deelnemen aan de grote finale, op zaterdag 16 mei 2013. Het eindigde er op de 19de plaats.
1957 · 1958 · 1959 · 1960 · 1961 · 1962 · 1963 · 1964 · 1965 · 1966 · 1967 · 1968 · 1969 · 1970 · 1971 · 1972 · 1973 · 1974 · 1975 · 1976 · 1977 · 1978 · 1979 · 1980 · 1981 · 1982 · 1983 · 1984 · 1985 · 1986 · 1987 · 1988 · 1989 · 1990 · 1991 · 1992 · 1993 · 1994 · 1995 · 1996 · 1997 · 1998 · 1999 · 2000 · 2001 · 2002 · 2003 · 2004 · 2005 · 2006 · 2007 · 2008 · 2009 · 2010 · 2011 · 2012 · 2013 · 2014 · 2015 · 2016 · 2017 · 2018 · 2019 · 2020 · 2021 · 2022 · 2023 · 2024 · 2025
Albanië · Armenië · Azerbeidzjan · België · Bulgarije ·  Cyprus · Denemarken · Duitsland · Estland · Finland · Frankrijk · Georgië · Griekenland · Hongarije · Ierland · IJsland · Israël · Italië ·  Kroatië · Letland · Litouwen · Macedonië · Malta · Moldavië · Montenegro · Nederland · Noorwegen · Oekraïne · Oostenrijk · Roemenië · Rusland · San Marino · Servië · Slovenië · Spanje · Verenigd Koninkrijk · Wit-Rusland · Zweden · Zwitserland